# Johanna Sibylla Küsel
Johanna Sibylla Küsel, född 1650, död 1717, var en tysk konstnär. Hon var gravör och utförde illustrationer. Hon var elev och maka till sin kollega Johann Ulrich Kraus. 
Hon är representerad på Nationalmuseum.